# Línea A2 del Aerobús
La línea A2 del Aerobús es una línea de autobús interurbano de Cataluña que une la ciudad de Barcelona con las Terminales 2B y 2C del Aeropuerto de Barcelona-El Prat, situadas en El Prat de Llobregat. Circula los 365 días del año, con una frecuencia en la mayor parte del día de 10 minutos. El trayecto dura aproximadamente 35 minutos.

## Horarios
| A2                             | A: Aeropuerto de Barcelona-El Prat Terminal 2                                                         | A: Pl. Catalunya                                                                                      |
| Laborables, sábados y festivos | De 05.30 h a 06.50 h cada 20 min. De 06.50 h a 22.20 h cada 10 min. De 22.20 h a 00.30 h cada 20 min. | De 06.00 h a 07.00 h cada 20 min. De 07.00 h a 23.00 h cada 10 min. De 23.00 h a 01.00 h cada 20 min. |

## Características
| Prestación                       | Disponibilidad en la línea |
| -------------------------------- | -------------------------- |
| Adaptada a                       | Sí                         |
| TMB iBus (tiempo de espera )     | No                         |
| Pantallas informativas           | No                         |
| Espacio reservado para equipajes | Sí                         |
| Línea de tránsito rápido         | No                         |
| Circula en días festivos         | Sí                         |